# Малокобелячківська сільська рада
Малокобеля́чківська сільська́ ра́да — колишній орган місцевого самоврядування у Новосанжарському районі Полтавської області з центром у c. Малий Кобелячок.

## Населені пункти
Сільраді були підпорядковані населені пункти:
- c. Малий Кобелячок
- с. Горобці
- с. Ємцева Долина
- с. Лахни
- с. Олійники